# فيليب جوستون
فيليب جوستون (بالإنجليزية: Philip Guston) (و. 1913 – 1980 م) هو رسام من الولايات المتحدة الأمريكية ولد في مونتريال.

## روابط خارجية
- فيليب جوستون على موقع الموسوعة البريطانية (الإنجليزية)
- فيليب جوستون على موقع ديسكوغز (الإنجليزية)